# Milanovac (Virovitica)
Milanovac is een plaats in de gemeente Virovitica in de Kroatische provincie Virovitica-Podravina. De plaats telt 1654 inwoners (2001).